# Historiographie de la justice en France et en Belgique
L’histoire de la justice est un champ de recherche en histoire qui met l’accent sur les pratiques de la justice, les justiciers (avocats, procureurs, juges, etc.) et justiciables (accusés, défendeurs, demandeurs, etc.). Ce courant prend son essor en France dans les années 1950, avec les travaux de Michel Villey. L'étude historique de la justice est différente selon les pays et les époques.

## Historiographie du mouvement

### Les débuts du courant
Avant les années 1970, les faits juridiques sont surtout évoqués de manière anecdotique par les érudits et les praticiens. De plus, la justice est peu étudiée. En effet, elle est vue négativement à cause de son rôle répressif. À ce moment-là, les historiens s’attachent à ce qui leur semble essentiel. Ils s’intéressent peu aux institutions, laissées aux juristes. En effet, ce sont ceux-ci qui, au départ, font l’histoire de la justice, et non les historiens. Enfin, la période contemporaine n’est pas toujours la préoccupation majeure.
Au début des années 1970, l’histoire de la justice reste encore fort en marge par rapport aux autres courants historiques qui se développent. Les ouvrages sont peu importants et les auteurs sont toujours principalement des juristes. L’histoire de la justice est donc une histoire par les pairs. Les ouvrages publiés sont surtout des procès et des biographies, concernant principalement la période précédant la Révolution Française.

### L'essor
En France, l’histoire de la justice prend une plus grande importance dans les années 1970 à la suite de révoltes dans les prisons. En effet, celles-ci attirent l’attention sur la question de la criminalité. À partir de là, un intérêt se développe pour les archives judiciaires. Des réflexions sont menées sur leurs usages, leur classement, etc. L’étude de ces archives est promue par les administrations.
Les causes de cet essor de l’histoire de la justice sont multiples. Tout d’abord, il est en priorité fondé sur un renouvellement des sources, dont certaines plus particulières sont parfois négligées par l’historien de la justice. L’essor de l’histoire de la justice est également marqué par l’importante réflexion sur les archives et les sources judiciaires. Ensuite, une évolution notable de la discipline est la rencontre entre des juristes (historiens du droit) et des historiens (historiens des lettres). Il se manifeste aussi par l’apparition des premiers manuels, la multiplication des périodiques, le développement des centres de recherches et des associations professionnelles, l’intérêt accru pour les archives, etc..
Les premières études ont pour sujet des questions criminelles, les prisons, etc. Mais ces sujets montrent rapidement leurs limites. Les travaux prennent donc la direction de recherches sur l’institution judiciaire, sa procédure et le personnel.
Depuis la fin des années 1980, les analyses sur les usages des archives judiciaires se sont multipliées. Il y a également eu deux colloques sur ce sujet.
Une des originalités de ce courant historique est la place tenue par les associations de praticiens. Fondées à partir de la fin des années 1980, ces associations de professionnels souhaitent mettre en valeur leur passé. La plus importante, par le champ historiographique qu’elle veut couvrir, et par ses activités, est l’Association française pour l’Histoire de la Justice, fondée en juillet 1987. C’est un lieu de rencontre disciplinaire entre historiens et juristes.

### Revues et institutions promouvant ce champ de recherche
Il existe différentes institutions consacrées à la recherche en droit et justice. De même que plusieurs sont spécialisées dans le domaine juridique.

#### Revues
Pour la France :
- Revue de la société internationale d’histoire de la profession d’avocat
- Clio thémis, Revue électronique d'histoire du droit
- Gnomon, la Revue internationale d’histoire du notariat
- Revue d’histoire du droit français et étranger
- Revue d’histoire du droit
- Droit et culture
- Déviance et société
- Droit et société
- Histoire de la justice

Pour la Belgique
- Histoire justice et société des presses universitaires de Louvain: il s’agit d’une collection qui publie les recherches de l’histoire de la régulation sociale en donnant un aperçu transdisciplinaire et transpériodique.
- Tijdschrift voor Rechtsgeschiedenis

#### Institutions
Pour la France :
- Association française pour l’histoire de la justice (AFHJ): elle a pour objectif de promouvoir et développer l’histoire de la justice afin de la rendre plus accessible au grand public[19].
- Centre d’histoire des régulations et des politiques sociales (HIRES): il est fondé à l’Université d’Angers par Jacques-Guy Petit en 1991. Une de ses équipes travaille sur la thématique  de la “justice et régulation sociale”[20].
- Centre d’histoire judiciaire de Lille 2 (CHJ): il a été créé au début des années 1980 par Jean-Pierre Royer et Renée Martinage. Ils veulent porter " leur attention sur les modes de création, d'évolution et de reproduction du système juridique, non plus limité au simple système normatif, mais comprenant également la justice dans sa perspective historique et dans ses rapports avec l'environnement politique, social et économique "[21].

Pour la Belgique
- Centre d’histoire du droit et de la Justice (CHDJ) : Il a été fondé en 1995 et implanté au sein de l'université catholique de Louvain."Il réunit des chercheurs autour d’une problématique centrale : la régulation sociopolitique et judiciaire, dans les sociétés occidentales, abordée sur la longue durée. Le CHDJ se veut une équipe transpériode, pluridisciplinaire et qui inscrit ses travaux dans le courant des digital humanities[22]."
- Centre d’histoire du droit et d’anthropologie juridique (CHDAJ) : il s'agit d'un centre de recherche appartenant à la Faculté de droit et de criminologie de l’université libre de Bruxelles. Son activité se concentre autour de deux axes d’études. L’un centré sur l’histoire du droit et de la justice, l’autre sur l’anthropologie juridique[23].
- Centre de recherches en histoire du droit, des institutions et de la société (CRHiDI) : il a été fondé en 1992 par l’université Saint-Louis de Bruxelles. Il est divisé en trois domaines de recherches : L’histoire du droit; l’histoire des pouvoirs, des institutions et de la société; les enjeux historiographiques, mémoriels et méthodologiques[24].
- Instituut voor Rechtsgeschiedenis: Cet institut fait partie du département des fondements et de l'histoire du droit de la faculté de droit de Gand. Ses thèmes de recherches sont le droit de prêt au Moyen Âge, l’histoire de la réception moderne et le droit international à l’évolution du droit belge aux XIXe et XIXe siècles[25].

### Penseurs et historiens
- Jean-Marie Cauchies
- Frédéric Chauvaud
- Jean-Claude Farcy
- Benoît Garnot
- Jacques Krynen
- Jean-Pierre Nandrin
- Xavier Rousseaux
- Jean-Pierre Royer
- Axel Tixhon
- Michel Villey
- Alain Wijffels
- etc.

### Plus récemment...
Depuis quelques générations, le XIXe siècle entre à son tour dans le champ des recherches historiques en Belgique comme aux Pays-Bas (alors que jusque-là on s’intéressait peu à la période postérieure aux Révolutions de la fin de l’Ancien Régime). Les historiens de l’époque contemporaine sont alors associés aux journées d’études et colloques organisés par les universités.
Dans les dernières décennies du XXe siècle, l’investissement des historiens dans le domaine de la justice, bien que récent, a été considérable. L’absence de la justice des interrogations et bilans consacrés dans ces dernières années à l’histoire contemporaine, le peu d’intérêt porté à l’histoire des institutions, ainsi que la discrétion visible au niveau de l’enseignement ne sont en vérité que des clichés. 
Au début du XXIe siècle, on a un renouvellement total de l’histoire de la justice. Toutes les institutions sont traitées. Les périodes de répression politique sont surtout étudiées, et il y a un début d’intérêt pour le XXe siècle en tant que tel. Les lacunes sont donc diminuées par les historiens du XXIe siècle (étude de l’histoire des juridictions communes : justice de paix, contentieux civils, ensemble du personnel participant à un moment à la justice, etc.).
Au XXIe siècle, on a une période de synthèses. Les auteurs proposent des lectures sur l’histoire de l’institution, le personnel dans ses rapports avec la société et l’État, l’autonomie de la justice par rapport à l’État, l’insertion sociale de la justice, les représentations sociales de la justice, etc..
Aujourd’hui, la plupart des historiens ont une fascination pour les affaires singulières et la micro-histoire. De plus, le droit est étudié dans son contexte, c’est ce qu’on appelle le Contextual Law.

## Apports de l'histoire de la justice
L’histoire de la justice aide les recherches en histoire politique, sociale, juridique, économique et culturelle (émotions, sensibilités des acteurs de justice),. À partir des années 1970 aux États-Unis, l’histoire de la justice est enrichie par les méthodes anthropologiques ainsi que les thématiques diverses de cette discipline.
La sociologie juridique est une façon d’étudier les rapports qui peuvent exister entre le droit et la réalité sociale. La recherche se concentre sur l’étude des contextes des faits juridiques ainsi que sur le développement de son système afin d’analyser ses effets sur le système social. De cette nouvelle manière de penser ont découlé plusieurs courants.
L’approche culturelle est la méthode qui vise à montrer qu’au sein d’un même groupe social, tout le monde ne partage pas les mêmes normes culturelles. Une culture étant  un ensemble de normes, d’idées, de valeurs, etc., dans lequel un groupe d’individus se reconnaît. Cette pluralité de culture  démontre qu’il existe une multitude de représentations juridique au sein d’une collectivité, d’un pays, etc. Cela diffère de l’ancienne approche qui donnait un caractère statique à la culture juridique.
Depuis les années 1990, l’histoire politique est renouvelée dans ses méthodes. En effet, on porte désormais plus d’intérêt aux opinions et pratiques politiques qu’aux événements.
L’histoire de la justice permet par ses différentes archives de procès, témoignages de conflits, de soulever des caractéristiques de la société. Le droit et la justice permettent de relever les axes fondamentaux de l’histoire sociale. Cela étant visible par les conventions, procédures codes de savoir-vivre. Les archives judiciaires servent de base pour l’étude des réactions sociales et politiques de l’État (grèves, militants politiques). L’histoire de la justice aide également l’histoire sociale en laissant une plus grande place aux classes sociales.
De plus, la microhistoire veut rendre compte de l’expérience des acteurs sociaux et de leur vécu. Une autre tendance est celle de l’histoire des vies ordinaires, celle des humbles dont on retrouve la trace dans les archives judiciaires et policières.

## Sources
L’histoire de la justice évolue grâce à l’utilisation plus large des sources judiciaires. Ce type de sources, étudié par les historiens du social, du politique et de la culture, était laissé de côté par les historiens de la justice alors qu’elles enrichissent le courant.Ces sources donnent un aperçu sur la société et la vie quotidienne. Cela s’explique par le fait que les sources judiciaires trouvent leur essence dans le droit qui, dans une société, définit les règles.
Mais quand un magistrat, chargé de juger, prend une décision, il ne tient pas compte que de ces règles de droit. En effet, il prend aussi en compte les différents facteurs dans lesquels le litige qui lui est soumis est inséré. De ce fait, les arrêts de jurisprudence permettent au chercheur de mieux cerner les contours d’une société.
Si l’on s’intéresse au personnel judiciaire, il faut se référer essentiellement à quatre catégories de documents : la législation (cadre institutionnel de la justice), les ouvrages de jurisconsulte (cadre doctrinal), les écrits polémiques dédiés à l’organisation judiciaire et les textes imprimés produits lors de certains procès. En outre, en ce qui concerne l'étude du personnel judiciaire, il existe des outils tels que les prosopographies. Elles consistent en une étudie biographique de certaines catégories socioprofessionnelles. Pour exemple, à la suite d'un colloque, un projet de base de données relationnelle sur les prosopographies de magistrats belges voit le jour. Ce projet a commencé en 2005 et perdure depuis. Il est possible de faire des recherches prosopographiques par le biais de la base de données Digithemis créée par le centre d'histoire du droit et de la justice de Louvain.
Pour l’époque moderne, les sources sont très diverses tout comme le sont les institutions les produisant,. Elles sont parfois difficiles d’accès (écriture complexe, organisation complexe). Une séparation est faite au sein de ces documents selon qu'elles proviennent d’institutions à caractère civil ou pénal. Néanmoins, cette séparation n’est pas toujours simple à voir.
Pour enrichir davantage le courant, il est intéressant de se référer aux archives produites par les notaires garants des actes passés devant eux. De plus, ils ont un rôle important avec « l’instruction, le jugement de certains procès et la surveillance des tribunaux ».
L’accès aux sources judiciaires contemporaines est plus simple. Mais depuis le XIXe siècle, la production de documents a augmenté de façon exponentielle. La séparation entre les juridictions civiles (conflits et justice gracieuse) et pénales (délits et crimes) est bien plus nette. Les archives judiciaires sont celles produites par la justice de paix (jugements, actes et audiences), par les tribunaux de première instance, par les cours d’appel, les cours d’assises (minutes de jugement, procédures, procès-verbaux des affaires) et les actes de notoriété. Néanmoins, ces sources sont en voie de disparition à cause de l’acidité du papier qui rend difficile sa conservation. Bien que la production de statistiques judiciaires ait diminué aujourd’hui, la Belgique joue un grand rôle dans ce domaine au XIVe. "Le véritable gisement inexploité de l'histoire de la justice demeure la masse des archives des juridictions, sans oublier les archives des présidents de cours et tribunaux et des responsables du parquet, susceptibles de renouveler des thématiques un peu épuisées" . Nous pouvons également ajouter que malgré la diminution de production de statistiques judiciaires aujourd’hui, la Belgique a joué un grand rôle dans ce domaine au XIVe.
En outre, depuis les années 1990, une nouvelle façon d’étudier l’histoire de la justice française est apparue. Il s’agit de s’intéresser à celle-ci par le biais de l’étude des représentations iconographiques.
Robert Jacob est l’un des premiers à s’y intéresser. En effet, à la suite d’une demande de Myriam Ezratty, Premier Président de la Cour d’appel de Paris et de Pierre Truche, Procureur général ainsi que de l’association “La justice au service du Public”, il a été demandé à Robert Jacob de s’occuper de la partie historique d’une exposition sur les traditions judiciaires. C’est de là que démarre sa recherche sur l’étude des  représentations imagées de la justice à travers les différentes époques.
Depuis, différents chercheurs se sont intéressés à la question des images pour étudier l’histoire des institutions judiciaire. Récemment (octobre 2018), une journée d’étude, “Justice : séduction et peur des images”, a été organisée par l’AFHJ. Lors de celle-ci, des supports utilisés tels que la peinture, la sculpture, les miniatures, etc. y ont été montrés. Mais aussi, les différents types de crimes ainsi que les criminels qui sont représentés et enfin l’image qui résulte de la justice.